# Campionati del mondo di ciclocross 2004
I Campionati del mondo di ciclocross 2004 (en.: 2004 UCI Cyclo-cross World Championships) si svolsero a Pontchâteau, in Francia, il 31 gennaio e il 1º febbraio.

## Eventi
Sabato 31 gennaio
- Uomini Junior
- Uomini Under-23

Domenica 1º febbraio
- Donne
- Uomini Elite

## Medagliere
| Pos.   | Nazione   | Oro | Argento | Bronzo | Totale |
| ------ | --------- | --- | ------- | ------ | ------ |
| 1      | Belgio    | 3   | 1       | 1      | 5      |
| 2      | Francia   | 1   | 1       | 1      | 3      |
| 3      | Rep. Ceca | 0   | 1       | 1      | 2      |
| 4      | Polonia   | 0   | 1       | 0      | 1      |
| 5      | Germania  | 0   | 0       | 1      | 1      |
| Totale | Totale    | 4   | 4       | 4      | 12     |

## Podi
| Eventi            | Oro                        | Tempo    | Argento                   | Tempo | Bronzo                      | Tempo   |
| Gare maschili     |                            |          |                           |       |                             |         |
| Elite dettagli    | Bart Wellens Belgio        | 1h02'19" | Mario De Clercq Belgio    | s.t.  | Sven Vanthourenhout Belgio  | a 7"    |
| Under-23 dettagli | Kevin Pauwels Belgio       | 49'38"   | Mariusz Gil Polonia       | a 8"  | Martin Zlamalik Rep. Ceca   | a 16"   |
| Junior dettagli   | Niels Albert Belgio        | 40'33"   | Roman Kreuziger Rep. Ceca | a 22" | Clément Lhotellerie Francia | a 1'29" |
| Gara femminile    |                            |          |                           |       |                             |         |
| Elite dettagli    | Laurence Leboucher Francia | 43'06"   | Maryline Salvetat Francia | a 37" | Hanka Kupfernagel Germania  | a 51"   |